# Liga de Damas Chilenas
La Liga de Damas Chilenas fue una organización conformada por mujeres de la élite chilena, vinculadas a la Iglesia católica, fundada en 1912. Sus actividades incluyeron el análisis moral de las obras de teatro y películas estrenadas en el país, y la promoción de sindicatos femeninos.

## Historia
La organización fue fundada en Santiago de Chile, en 1912, por un grupo de mujeres pertenecientes a la elite socioeconómica del país. Su presidenta fue la aristócrata Amalia Errázuriz de Subercaseaux, esposa de Ramón Subercaseaux Vicuña, político y diplomático que pertenecía al Partido Conservador. Los lazos que las integrantes tenían con figuras prominentes de la política chilena le dieron a la asociación una mayor repercusión a sus actividades. También contaron con el respaldo de la jerarquía eclesiástica, debido a los objetivos moralizantes que perseguían.
El interés por crear la organización surgió a raíz de la supuesta relación entre el teatro contemporáneo y la decadencia de las naciones. A través de un artículo publicado en la Revista Católica, Adela Edwards de Salas expuso la idea de formar una organización encargada de impedir la distribución de piezas consideradas inmorales, inspirada por la Liga de Damas Católicas de Uruguay. Su opinión fue avalada por otras mujeres de clase alta, con quienes conformó la Liga de Señoras Chilenas contra la Licencia Teatral, cuyo nombre fue posteriormente acortado a Liga de Damas Chilenas. Entre las firmantes de la carta que dio origen al grupo estaba la entonces primera dama Mercedes Valdés, cónyuge del presidente Ramón Barros Luco.
Para difundir sus actividades y opiniones, comenzaron a publicar el periódico El Eco de la Liga de Damas Chilenas a partir de agosto de 1912. La publicación, de carácter quincenal, contenía noticias, artículos de actualidad, artículos de opinión, cartas de lectoras, cuentos y avisos económicos. En 1915 el nombre del periódico fue cambiado a La Cruzada y continuó publicándose hasta 1917. Considerando ambos periodos, llegó a publicar 112 números en total.
La revisión de las películas y obras de teatro estuvo a cargo de una Comisión de Censura, que examinaba los repertorios de las compañías que serían presentadas en el Teatro Municipal de Santiago y visualizaban las películas de distintos cines de Santiago. Las obras posteriormente eran clasificadas en cuatro categorías, "mala", "escabrosa", "contra la religión" y "buena", las que luego fueron reducidas a tres, "buena", "regular" y "mala".
La Liga privilegió las obras culturales moralistas por sobre las actividades asistenciales de caridad. Una de sus medidas fue la creación de una biblioteca en 1913, dirigida por Elena Roberts de Correa, donde seleccionaban libros que no atentaran contra la moral que defendían. Asimismo, desarrollaron unas conferencias tituladas "Acción Social de la Mujer" en colaboración con la Pontificia Universidad Católica de Chile.
Por influencia del arzobispo Juan Ignacio González, el vicario Martín Rücker y los sacerdotes Jorge Fernández Pradel y Fernando Vives Solar, las integrantes de la organización se interesaron por las acciones de justicia social, específicamente por las condiciones de vida de las mujeres obreras. Promovieron la fundación de sindicatos femeninos, incluido el Sindicato de Empleadas del Comercio y Oficinas en 1913, el Sindicato de la Aguja en 1915 y el Sindicato de Enfermeras en 1916. También crearon la Tienda de Protección al Trabajo de la Mujer, donde se comercializaban artesanías producidas por mujeres de diferentes clases sociales.